# Nikołaj Kostiuczenko
Nikołaj Kuźmicz Kostiuczenko (ur. 1901 w Smoleńsku, zm. 1967 tamże) – funkcjonariusz NKWD, jeden ze sprawców zbrodni katyńskiej.
Skończył szkołę podstawową, w 1930 został członkiem WKP(b), od lutego 1931 był kierowcą Pełnomocnego Przedstawicielstwa OGPU, a później Zarządu NKWD obwodu zachodniego (później: obwodu smoleńskiego) (do marca 1941) w stopniu starszego sierżanta. Za udział w mordowaniu polskich oficerów w Katyniu nagrodzony 26 października 1940 przez Ławrientija Berię wraz z innymi uczestnikami tej zbrodni. W 1946 pracownik Zarządu MGB obwodu smoleńskiego.

## Odznaczenia
- Order Czerwonej Gwiazdy (30 kwietnia 1946)
- Medal „Za zasługi bojowe” (4 grudnia 1945)

I 3 medale.